# Fati Jamali

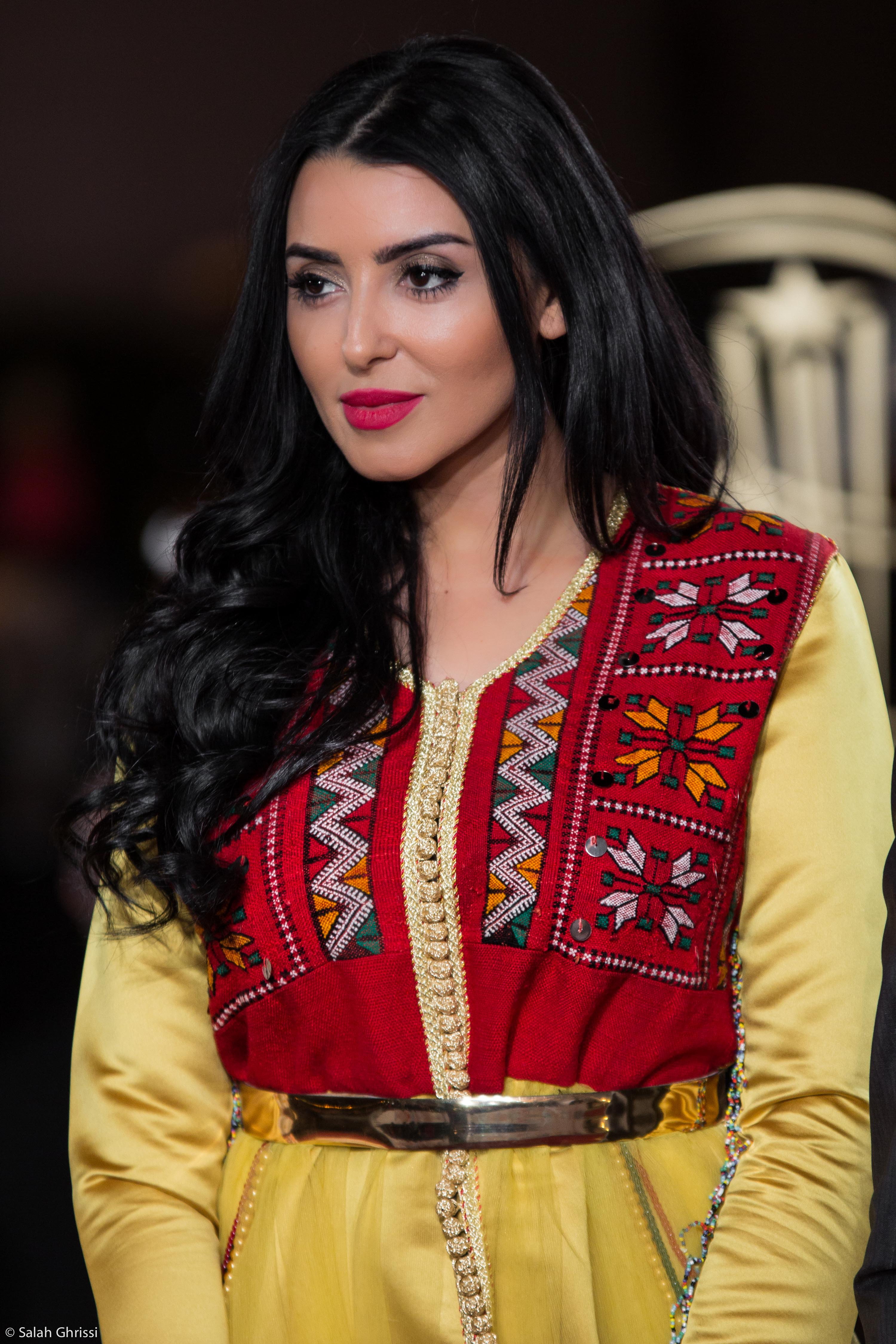

Fati Jamali (14/11/1988) là một nữ diễn viên người Maroc và người dẫn chương trình truyền hình nổi tiếng với tên gọi Miss Arab Beauty 2014.